# 기욤 르쾨

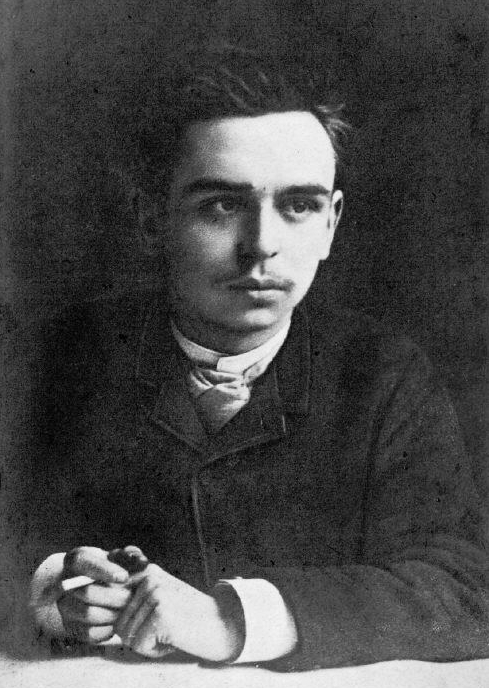

기욤 르쾨(프랑스어: Guillaume Lekeu, 1870년 1월 20일~ 1894년 1월 21일)는 벨기에의 작곡가다. 왈롱 리에주주 베르비에 출신이다. 세사르 프랑크, 리하르트 바그너, 루트비히 판 베토벤의 영향을 받았다. 대표작으로는 《현악 사중주 사장조》(1888), 《피아노 소나타 사단조》(1891), 《바이올린 소나타 사장조》(1892~93), 《피아노 삼중주 다단조》(1892~94) 등이 있다.

## 생애
21세 때 브뤼셀에서 칸타타 《안드로메다》로 벨기에 로마 대상 제2위를 차지하였다. 파리에서는 세자르 프랑크와 뱅상 당디에게서 음악을 사사했다. 24살의 나이에 장티푸스로 죽었다.

## 비슷한 사례
- 헤르만 괴츠(Hermann Goetz: 1840~76): 독일의 작곡가. 25살에 요절. 대표작으로는 오페라 《말괄량이 길들이기》가 있음.
- 한스 로트(Hans Rott: 1858~84): 오스트리아의 작곡가. 25살에 요절. 안톤 브루크너와 구스타프 말러와 관련이 있음. 대표작으로는 교향곡 마장조, 현악 사중주 다단조, 다수의 가곡이 있음.
- 후안 크리소스토모 아리아가(Juan Crisóstomo Arriaga: 1806~26): 스페인의 바스크계 작곡가. 19살에 요절. 대표작으로는 교향곡 라조와 세 곡의 현악 사중주가 있음.
- 바실리 칼리니코프: 러시아의 작곡가. 35살에 요절. 대표작으로는 두 개의 교향곡이 있음.